# Kretzschau
Kretzschau – miejscowość i gmina w Niemczech, w kraju związkowym Saksonia-Anhalt, w powiecie Burgenland, wchodzi w skład gminy związkowej Droyßiger-Zeitzer Forst.
1 stycznia 2010 przyłączono dwie gminy: Döschwitz, Grana.